# Betaproteobacteria
Classe
Les Betaproteobacteria (en français les Bêtaprotéobactéries) sont une classe de bactéries à Gram négatif de l'embranchement des Pseudomonadota. Son nom, formé sur les mots grecs bêta (βῆτα : deuxième lettre de l'alphabet) et Proteus (Προτεύς : Protée, dieu capable de se métamorphoser) complétés du néolatin bacteria (bactérie), n'est exceptionnellement pas dérivé du nom de son ordre type Burkholderiales.
La plupart des Betaproteobacteria sont hétérotrophes mais cette classe contient également plusieurs genres photohétérotrophes ou même autotrophes. Les genres Neisseria et Bordetella comportent quelques espèces pathogènes pour l'être humain tandis que l'on trouve des phytopathogènes parmi les genres Burkholderia, Ralstonia ou encore Xylophilus. L'ordre des Nitrosomonadales contient plusieurs genres intervenant dans des cycles biogéochimiques tels que le cycle de l'azote – que ce soit la nitrification (Nitrosomonas) ou la dénitrification (Alcaligenes) – ou celui du soufre (Thiobacillus, Anwoodia, Gallionella etc.). On y trouve aussi des méthanotrophes (Methylophilus, Methylobacillus etc). Plusieurs Betaproteobacteria sont impliquées dans des phénomènes de bioremédiation, à l'instar de l'espèce Ideonella sakaiensis remarquée pour sa capacité à biodégrader le PET.

## Taxonomie
Ce taxon est décrit en 2006 par G.M. Garrity et al. dans la deuxième édition du Bergey's Manual of Systematic Bacteriology. Il est validé la même année par une publication dans l'IJSEM.

## Liste d'ordres

### Ordres validement publiés
Selon la LPSN (3 décembre 2022) :
- Burkholderiales Garrity et al. 2006 – ordre type
- Neisseriales Tønjum 2006
- Nitrosomonadales Garrity et al. 2006
- Rhodocyclales Garrity et al. 2006

Les deux ordres suivants ont été reclassés :
- Methylophilales : reclassé en Nitrosomonadales Garrity et al. 2006[4]
- Hydrogenophilales : reclassé sous le même nom dans la classe des Hydrogenophilalia[5],[6] (même embranchement)

### Ordres en attente de publication valide
Selon la LPSN (3 décembre 2022) les ordres suivants sont en attente de publication valide (Ca. signifie Candidatus) :
- « Ferritrophicales » Weiss et al. 2007
- « Ferrovales » Johnson et al. 2014
- « Ca. Procabacteriales » Garrity et al. 2003